# Rapa (cognome)
Rapa è un cognome di lingua italiana.

## Varianti
Raboni, Rabonii, Rapacci, Rapaccini, Rapaccioli, Rapalo, Rapetti, Rapetto, Rapi, Rapillo, Rapini, Rapino, Rapone, Raponi, Rapucci, Rapuzzi, Rava, Ravacci, Ravagli, Ravaglia, Ravaglioli, Ravagni, Ravaioli, Ravaldi, Ravalli, Ravanelli, Ravani, Ravara, Ravari, Ravaschieri, Ravaschio, Ravasco, Ravasi, Ravasini, Ravazza, Ravazzi, Ravella, Ravelli, Ravera, Raveri, Ravetta, Ravetti, Ravi, Ravicchio, Ravina, Ravini, Raviola, Raviotti, Ravizza, Repetti, Repetto.

## Origine e diffusione
Il cognome è tipicamente centro-meridionale.
Potrebbe derivare dal termine "rapa" o da alcuni toponimi.
La variante Rava è centro-settentrionale.

## Persone
- Enrico Rava (1939) – trombettista, compositore, scrittore e flicornista italiano di musica jazz
- Giovanni Rava (1874-1944) – pittore italiano
- Lino Rava (1956) – ingegnere e politico italiano